# Rhinophylla alethina
Rhinophylla alethina es una especie de murciélago de la familia Phyllostomidae.

## Distribución geográfica
Se encuentra en Ecuador y Colombia.